# Eilhard Lubin

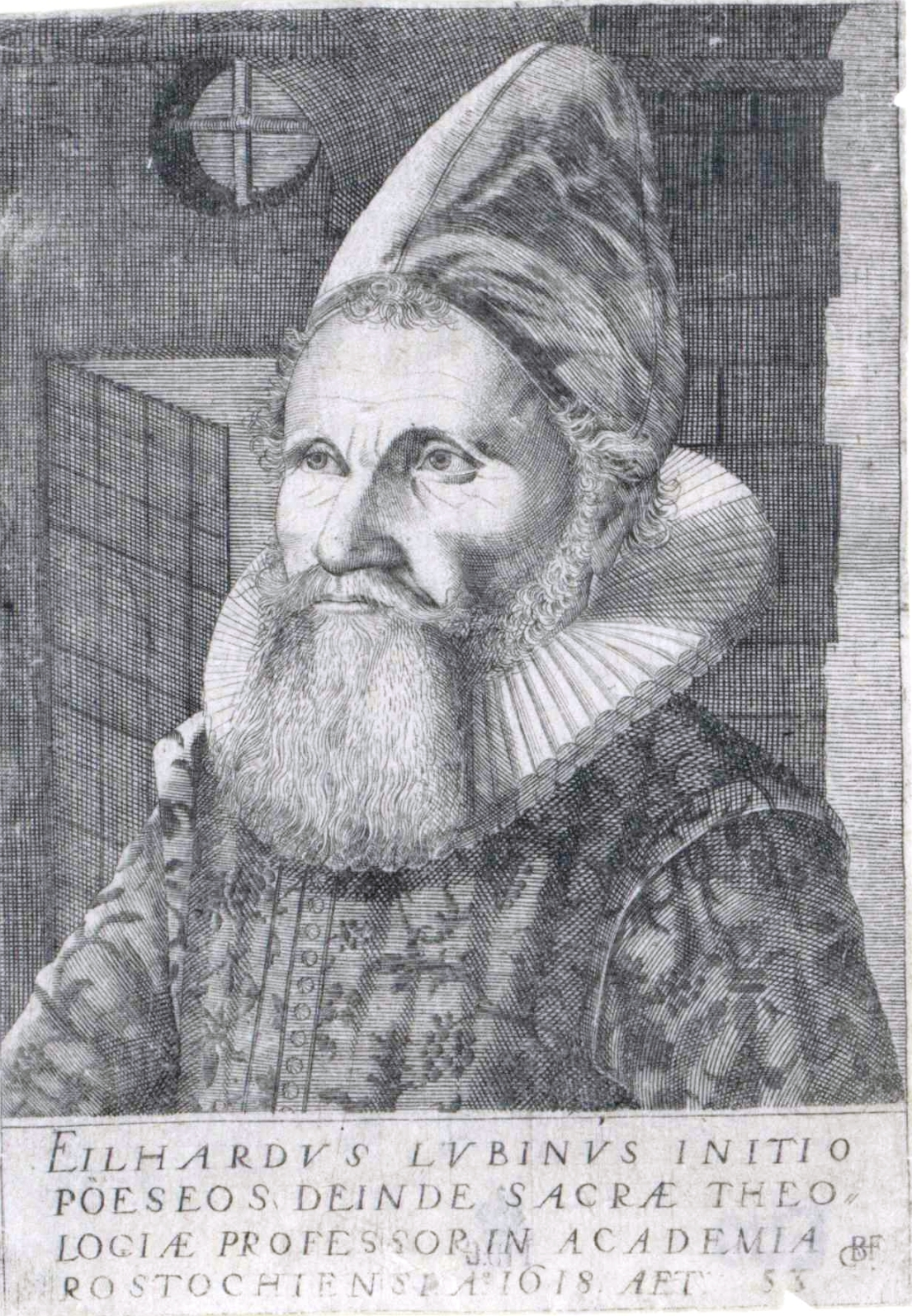
Eilhard Lubinus

Eilhard Lubin, eigentlich Eilhard Lübben oder Eilert Lübben, auch Lubinus (* 24. März 1565 in Westerstede; † 2. Juni 1621 in Rostock) war als Theologe, Philosoph und Mathematiker einer der bekanntesten Gelehrten seiner Zeit. Durch die Lubinsche Karte, sein wichtigstes und umfangreichstes Werk, ist er heute als bedeutender Geograph des 17. Jahrhunderts bekannt.

## Leben
Eilhard Lubin war ein Sohn des Westersteder Pastors Friedrich Lübben. Mit Unterstützung durch den Grafen Johann VII. von Oldenburg, von dem er ein Stipendium erhielt, studierte er von 1588 bis 1591 an den Universitäten Leipzig, Köln, Helmstädt, Straßburg, Jena, Marburg und Rostock. Er schloss sein Studium 1591 an der Universität Rostock ab, wo er 1595 Dozent und 1596 Professor der Poesie wurde. 1605 promovierte er zum Doktor und wurde Professor der Theologie als Nachfolger des verstorbenen Johannes Freder. Viermal, zuletzt in seinem Todesjahr 1621, war er Rektor der Universität Rostock.
Eilhard Lubin war ab 1604 verheiratet mit Katharina Lauremberg und hatte mit ihr die Tochter Katharina Lubinus (1615–1638).

## Werk

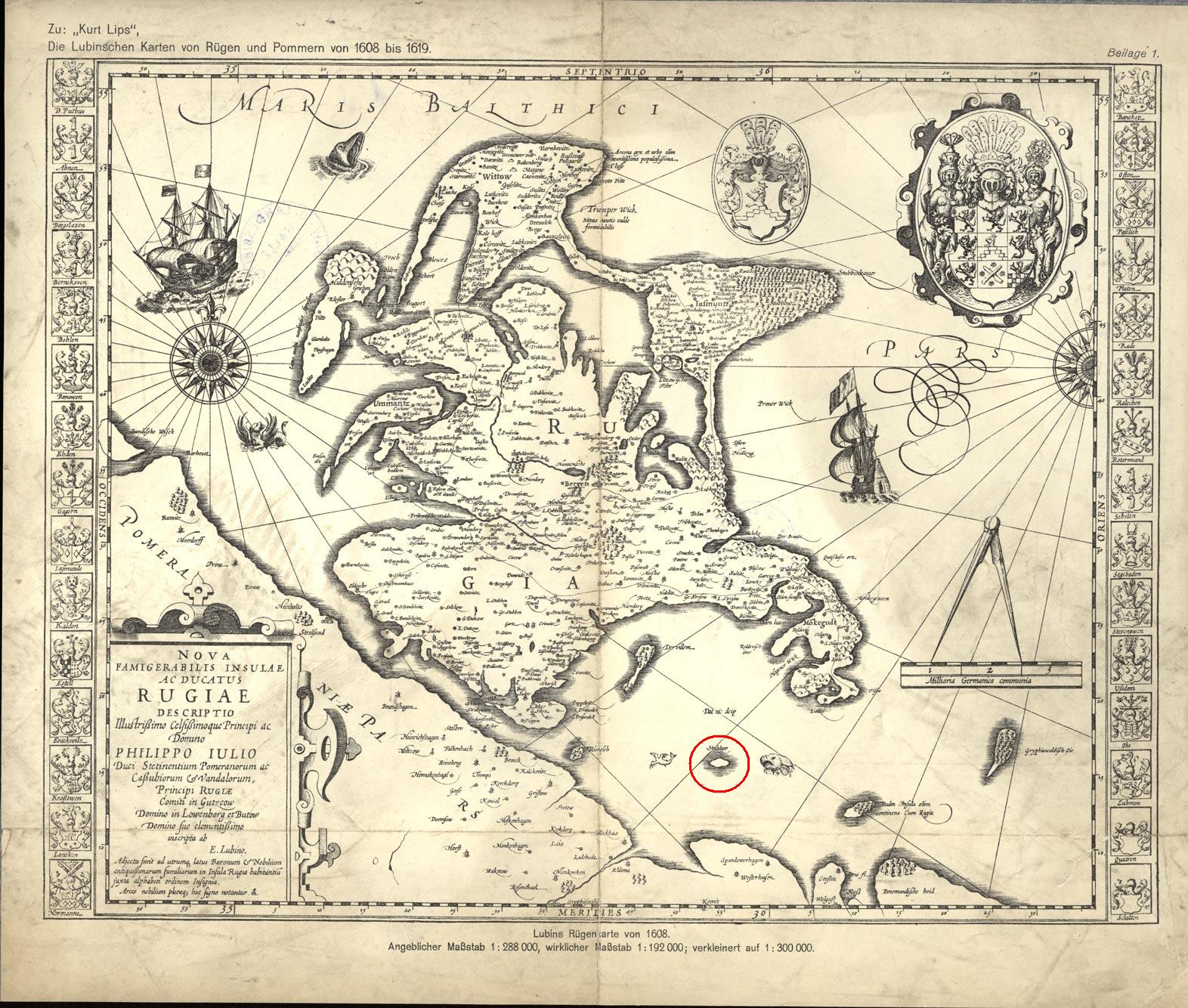
Rügenkarte von 1608

Lubin begründete seinen Ruf mit philologischen Schriften: Der „Antiquarius“ war eine Zusammenstellung obsoleter lateinischer Worte. „Clavis Graecae linguae“, ein Wörterbuch der griechischen Sprache, erreichte elf Auflagen. Auch seine Ausgaben des Horaz und des Anakreon erlangten hohes Ansehen. Seine theologische Schrift „Phosphorus“ machte ihn des Kryptocalvinismus verdächtig, so dass er sich 1607 genötigt sah, die darin enthaltenen Grundsätze zu widerrufen.

Die Lubinsche Karte

Heute ist er vor allem als Kartograph bekannt. So fertigte er für Lübeck eine Karte des lübischen Gebietes. Sein erstes kartographisches Werk war die Landkarte der Insel Rügen, die als Kupferstich von Jodocus Hondius 1609 im Atlas von Mercator und Hondius „L'Atlas ou Mediationes cosmographiques“ erschien. Lubinus widmete sie seinem Förderer, dem Herzog Philipp Julius von Pommern-Wolgast.

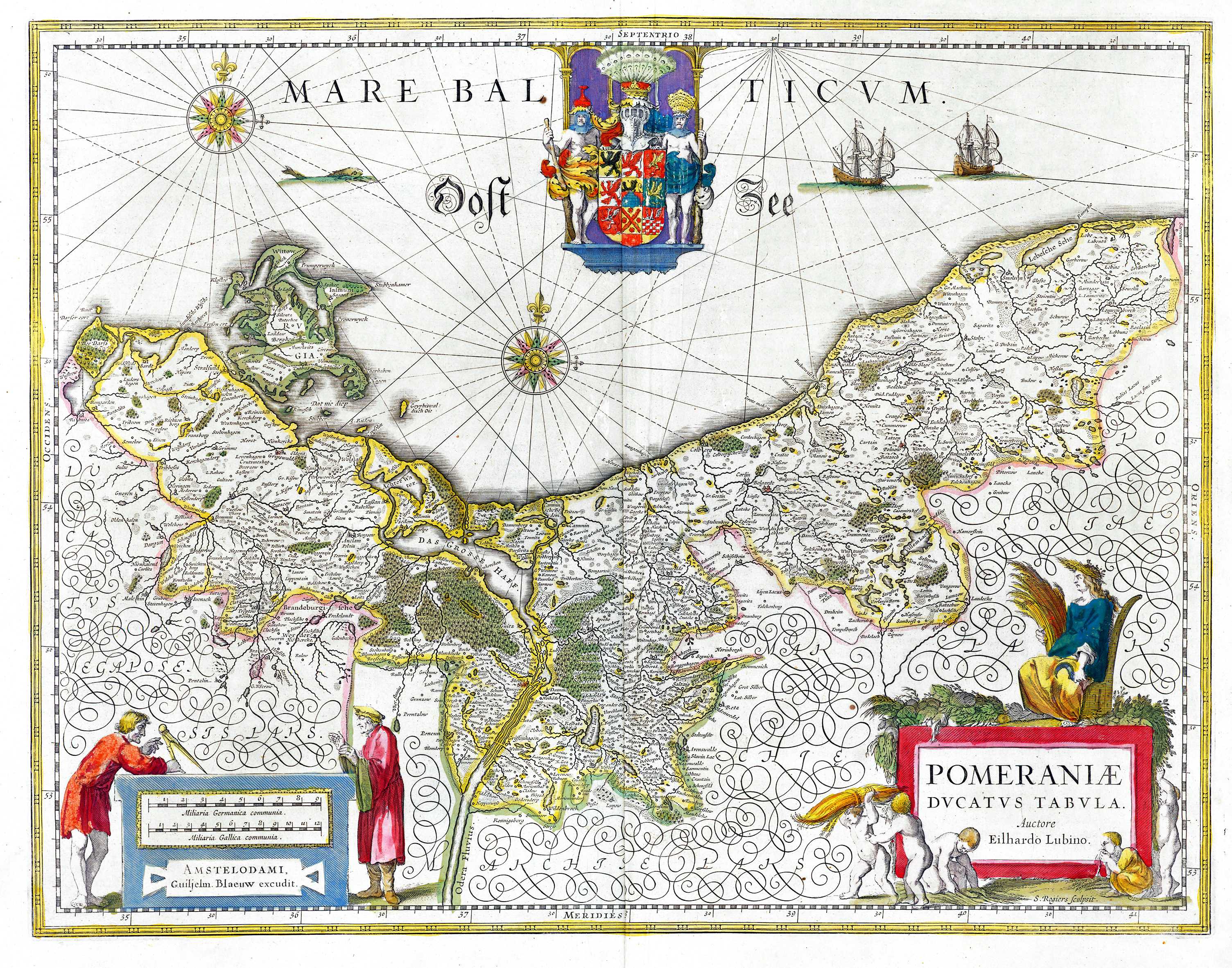
Herzogtum Pommern 1635 auf Basis der Lubinschen Karte

Auch bei Herzog Philipp II. von Pommern-Stettin fand die Karte Anerkennung. Er gab Lubinus 1610 den Auftrag, eine Karte des gesamten Herzogtums Pommern zu erstellen, die bis heute als Lubinsche Karte bekannt ist. Nach umfangreichen Vorarbeiten durchreiste Lubinus von August bis Oktober 1612 Pommern und führte die Vermessung des Landes durch. 1614 wurde beschlossen, die Karte um Ansichten der Städte, der Wappen der adligen Familien und Porträts der damals lebenden Herzöge zu ergänzen, was den Aufwand beträchtlich erhöhte. Schließlich kamen noch ein Stammbaum des Greifenhauses und eine landeskundliche Beschreibung des Herzogtums dazu. Der Kupferstecher Nikolaus Geelkercken (Geilenkerken) gravierte die Karte in Amsterdam auf 12 Kupferplatten. Die gedruckten Blätter wurden zu einer Karte im Format 1,25 × 2,21 Meter zusammengefügt. Im November 1618, einige Monate nach dem Tod Philipps II., konnte Lubinus die ersten Exemplare in Wolgast an Philipp Julius überreichen. Die Lubinsche Karte bildete lange Zeit die Grundlage der gedruckten pommerschen Landkarten und wurde auch vielfach zur Atlaskarte umgearbeitet.

## Schriften
- Phosphorvs, sive de prima cavsa et natvra mali tractatus hypermetaphysicus, in quo multorum gravißimae et dubitationes tolluntur, et errores deteguntur. Augustin Ferber d. Ä., Rostock 1596.
- Nonnu Panopolitu Dionysiaka. Nunc denuo in lucem edita, et Latine reddita per Eilhardvm Lvbinvm Poëseos in Academia Rostochina professorem. Ex Bibliotheca Ioannis Sambvci Pannonij. Cum lectionibus, & coniecturis Gerarti Falkenbvrgii Nouiomagi, & Indice copioso. Marnius & Aubrius, Hannover 1605 (Versübersetzung der Dionysiaka des Nonnos von Panopolis).
- Antiquarius sive priscorum et minus usitatorum vocabulorum brevis ... interpretatio. Gualtherus, Köln 1609 (Digitalisat).
- Clavis graecae linguae duabus partibus distincta, quarum I. vocabula latino graeca, II. omnes totius linguae graecae voces primogenia. Jansson, Amsterdam 1647 (Digitalisat).